# Van Wert (Ohio)
Van Wert è una località degli Stati Uniti d'America, capoluogo della contea omonima, nello Stato dell'Ohio.